# Cataclasite

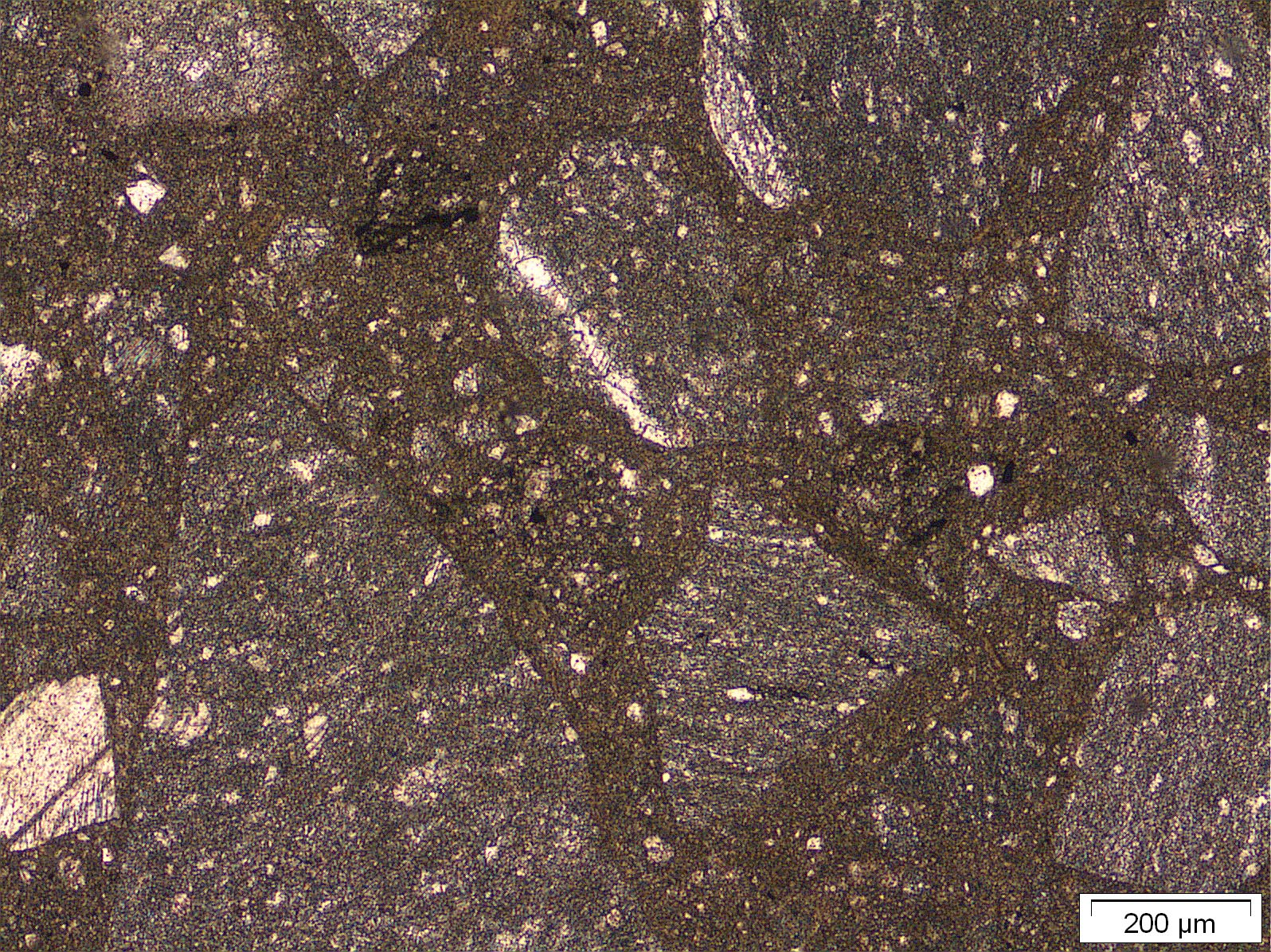
Sezione sottile al microscopio di cataclasite trovata vicino Engelberg nelle Alpi svizzere.

La cataclasite è una roccia che si genera tramite un processo di deformazione fragile consistente nella rottura della roccia madre in un insieme di grani che sono successivamente cementati dai fluidi circolanti nel sistema di fratture tipico delle zone di faglia. In altri termini la roccia originaria, intatta, sottoposta a forze tettoniche che la fratturano, è "frullata" e i frammenti riassestati a temperature e pressioni corrispondenti ad un grado metamorfico molto basso o basso (detto anchimetamorfismo o semimetamorfismo). Il risultato di tale processo è la cataclasite, roccia a grana fine coerente e priva di foliazione metamorfica, che talvolta presenta tenacità maggiore della roccia madre da cui deriva.
Tale processo di deformazione avviene in aree di faglia. In queste zone, nelle rocce, si ha la formazione della cataclasite. 